# 乙女坂站
乙女坂站（日语：／ Otomezaka eki */?）是位於岐阜縣大垣市南市橋町，西濃鐵道市橋線的車站。
車站鄰接矢橋工業，該處設有料斗，用作把漏斗車裝載石灰石。貨運列車會經美濃赤坂站進入東海道本線，然後在笠寺站進入名古屋臨海鐵道東港線南港線，在線內的名古屋南貨物站經專用線進入日本製鐵名古屋鋼廠矢橋工業名古屋事業部。另外，關於市橋線的貨運業務，自2003年（平成15年）起只運送矢橋工業的石灰石。

## 歷史
- 1928年（昭和3年）12月17日 - 美濃赤坂至市橋之間開通，此站啟用[3]。當初只有貨運業務[4]。

## 車站構造
站內設有本線和3側側線。部分側線與本線並行至猿岩站前。
| ← 美濃赤坂站    | 乙女坂站、猿岩站和市橋站的站內配線變遷 |  |
| 图例 参考文献： |                                        |  |

## 車站周邊
- 矢橋工業（日语：矢橋工業）（參見金生山#環境（日语：金生山#環境））
- 河合石灰工業（參見金生山#環境（日语：金生山#環境）
- 國道417號（日语：国道417号）
- 杭瀨川（日语：杭瀬川）
- 石引神社（日语：石引神社）

## 相鄰車站
西濃鐵道
市橋線
美濃赤坂－（貨）乙女坂－（貨）猿岩
※在美濃赤坂站至此站之間設有赤坂本町站，該站於1945年（昭和20年）廢除。

## 注腳
1. ↑  昭和9年12月15日現在鉄道停車場一覧 - 國立國會圖書館近代數碼圖書館
2. ↑  官報決算データベース｜矢橋工業株式会社の情報 （页面存档备份，存于）（日語）
3. ↑  今尾惠介（監修）.  7 東海. 新潮社. 2008: 40. ISBN 978-4-10-790025-8 （日语）.
4. ↑  「地方鉄道運輸開始」《官報》1928年12月24日 - 國立國會圖書館數碼化收藏
5. ↑  清水武《西濃鐵道》，Neko出版，2007年10月，23頁。 ISBN 978-4777052226
6. ↑  川島令三，《東海道ライン 全線・全駅・全配線 第5巻 名古屋駅 - 米原エリア》，p21， 講談社，2009年7月，ISBN 978-4062700153）